# Fußball-Weltmeisterschaft der Frauen 2007
Die Endrunde der Fußball-Weltmeisterschaft der Frauen 2007 war die fünfte Ausspielung des bedeutendsten Turniers für Frauenfußball-Nationalmannschaften und wurde vom 10. bis 30. September 2007 zum zweiten Mal nach 1991 in China ausgetragen. Ursprünglich war China für die Veranstaltung der Weltmeisterschaft 2003 vorgesehen. Nach dem Ausbruch der Lungenkrankheit SARS in Ostasien beschloss das FIFA-Exekutivkomitee im Mai 2003 eine Verlegung des Turniers in die USA. Als Kompensation wurde China mit der Ausrichtung der Weltmeisterschaft im Jahr 2007 betraut.
Die Endrunde wurde wie vier Jahre zuvor mit 16 Mannschaften ausgetragen. Erstmals wurden von der FIFA Erfolgsprämien ausgeschüttet. Für die europäischen Teilnehmer ging es bei der Weltmeisterschaft auch um drei Startplätze für die Olympischen Spiele 2008.
Die deutschen Nationalspielerinnen, die sich 2003 in den USA im Finale gegen die schwedischen Fußballerinnen durchsetzten, verteidigten ihren Titel mit einem 2:0-Sieg im Finale gegen Brasilien.

## Spielorte
Die Spiele der Weltmeisterschaft wurden in fünf Stadien in fünf verschiedenen chinesischen Städten ausgetragen. Das Eröffnungsspiel und das Finale fanden in Shanghai statt.
| Shanghai |

| Chengdu |

| Wuhan |

| Tianjin |

| Hangzhou |

| Shanghai |

| Chengdu |

| Wuhan |

| Tianjin |

| Hangzhou |

## Qualifikation
China war bereits als Gastgeber automatisch für das Turnier qualifiziert. Die restlichen 15 Endrundenplätze wurden zwischen Juni 2005 und Mai 2007 ermittelt. Hierbei waren mit Ausnahme der UEFA-Zone die jeweiligen Kontinentalmeisterschaften gleichzeitig das Qualifikationsturnier für die Weltmeisterschaft.
Die UEFA stellt bei der Endrunde fünf Mannschaften. Die Teilnehmer wurden in einer Qualifikationsphase ermittelt, die am 9. Juli 2005 startete und am 30. September 2006 endete. Hierbei wurden die 25 Mannschaften der Kategorie A in fünf Gruppen zu je 5 Mannschaften eingeteilt, wobei sich die fünf Gruppensieger für die Endrunde qualifizierten. Das erste europäische Ticket löste Norwegen am 27. August 2006. Am 24. September folgte Schweden, drei Tage später konnten sich auch der amtierende Weltmeister Deutschland und Dänemark für die Endrunde qualifizieren. England sicherte sich am 30. September 2006 das letzte Ticket gegen Frankreich. Die Mannschaften der Kategorie B spielten lediglich um den Aufstieg in die A-Kategorie.
Dem südamerikanischen Fußballverband CONMEBOL standen zwei Startplätze zu. Sie wurden bei der Sudamericano Femenino 2006, welche vom 10. bis 26. November 2006 im argentinischen Mar del Plata ausgetragen wurde, vergeben. Argentinien gewann das Turnier überraschend vor Brasilien. Beide Mannschaften qualifizierten sich für die Endrunde.
Die zwei nordamerikanischen Teilnehmer wurden beim CONCACAF Women’s Gold Cup 2006 in den Vereinigten Staaten ermittelt. Das Turnier fand in der Zeit vom 19. bis zum 30. November 2006 in Carson und Miami statt. Sieger wurde das US-amerikanische Team vor Kanada. Die drittplatzierten Mexikanerinnen spielten gegen den Asien-Vierten Japan um einen weiteren Startplatz, scheiterten aber in den Play-off-Spielen.
Die Afrikameisterschaft der Frauen wurde vom 28. Oktober bis zum 11. November 2006 in Nigeria ausgetragen. Die Mannschaft der Gastgeber setzte sich im Finale gegen Ghana durch. Beide Mannschaften vertraten den afrikanischen Fußballverband bei der WM.

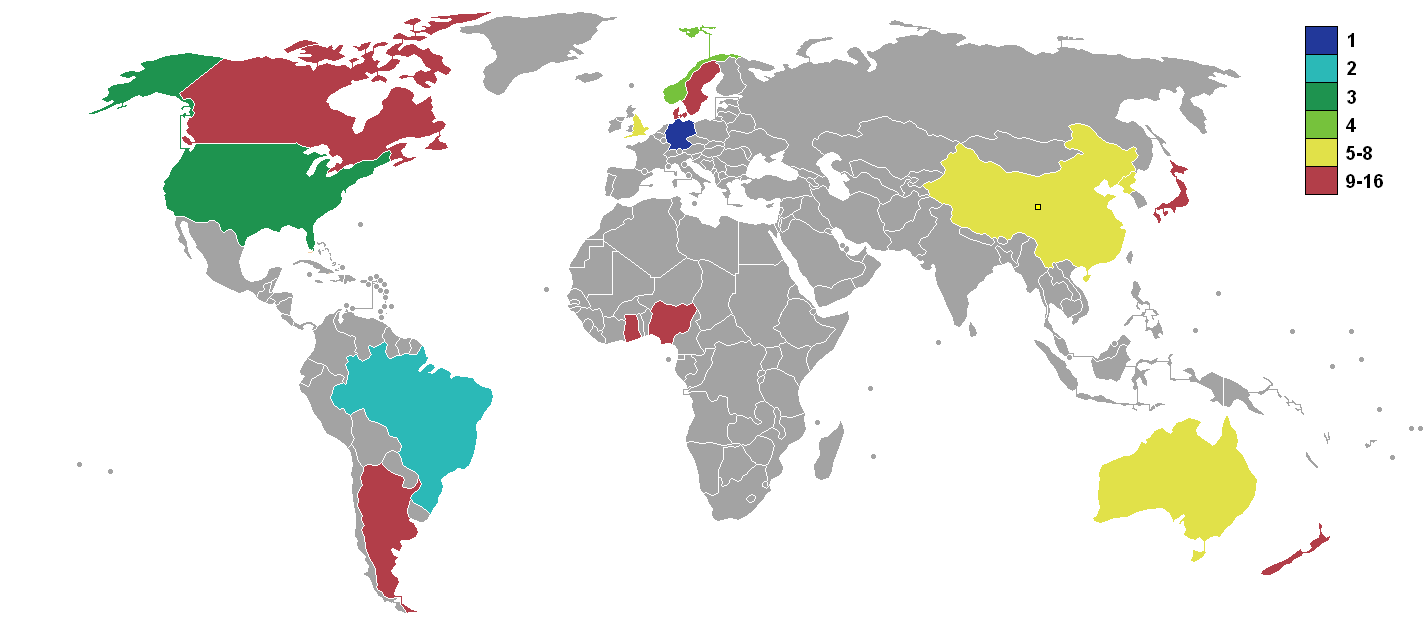
Platzierungen der Teilnehmer

Die Asienmeisterschaft der Frauen fand im Juli 2006 in Australien statt. Neben den als WM-Veranstalter qualifizierten Chinesinnen, die sich mit einem Sieg über den Gastgeber den Titel des Asienmeisters sicherten, qualifizierten sich zudem die Australierinnen sowie die drittplatzierten Nordkoreanerinnen für die Endrunde. Japan setzte sich wie 2003 in den Play-off-Spielen gegen Mexiko (2:0 und 1:2) durch.
Ozeanien hat einen direkten Startplatz, der bei der Ozeanischen Frauenfußballmeisterschaft im April 2007 vergeben wurde. Neuseeland bezwang Papua-Neuguinea mit 7:0 und sicherte sich damit das Ticket für die Weltmeisterschaft.

## Teilnehmer
Folgende Teams nahmen an der fünften Fußball-WM der Frauen teil:
| 5 aus Europa                           | Dänemark    | Deutschland | England | Norwegen  | Schweden |
| 2 aus Südamerika                       | Argentinien | Brasilien   |         |           |          |
| 2 aus Nord-, Mittelamerika und Karibik | Kanada      | USA         |         |           |          |
| 2 aus Afrika                           | Ghana       | Nigeria     |         |           |          |
| 4 aus Asien                            | Australien  | China (GG)  | Japan   | Nordkorea |          |
| 1 aus Ozeanien                         | Neuseeland  |             |         |           |          |

## Auslosung
Die Auslosung fand am 22. April 2007 in Wuhan statt. Die Zeremonie wurde im Wissenschafts- und Technikpalast von Guanggu durchgeführt. Für die Auslosung wurden die 16 qualifizierten Mannschaften in fünf Töpfe aufgeteilt. Die Zuordnung erfolgte nach einem Beschluss der FIFA vom Vortage, und zwar nach sportlichen und geografischen Gesichtspunkten. Mit der Einteilung sollte erreicht werden, dass in der Vorrunde, mit Ausnahme der UEFA, nicht mehr als eine Mannschaft pro Kontinentalverband in eine Gruppe gelost wird. Da die UEFA fünf Teilnehmer stellt, ließ sich dies für den europäischen Kontinentalverband nicht vermeiden.
Bereits am 16. Oktober 2006 legte die FIFA fest, dass Gastgeber China und Titelverteidiger Deutschland bei der Auslosung gesetzt werden, und ferner, dass Deutschland als amtierender Weltmeister das Eröffnungsspiel bestreiten darf. Am 13. April 2007 wurden von der FIFA Deutschland (Gruppe A), die USA (Gruppe B), Norwegen (Gruppe C) und China (Gruppe D) als Gruppenköpfe bestimmt.
Die fünf Töpfe enthielten schließlich folgende Mannschaften:
- Topf 1: China, Deutschland, Norwegen, USA
- Topf 2: Australien, Japan, Nordkorea
- Topf 3: Dänemark, England, Schweden
- Topf 4: Argentinien, Ghana, Neuseeland, Nigeria
- Topf X: Brasilien, Kanada[3]

Die Auslosung ergab folgende Gruppeneinteilung:
| Gruppe A    | Gruppe B  | Gruppe C   | Gruppe D   |
| ----------- | --------- | ---------- | ---------- |
| Deutschland | Nigeria   | Norwegen   | China      |
| Japan       | USA       | Ghana      | Neuseeland |
| England     | Nordkorea | Australien | Brasilien  |
| Argentinien | Schweden  | Kanada     | Dänemark   |

Die Auslosung brachte einige Kuriositäten mit sich. Die Gruppe B ist mit der Gruppe A der Weltmeisterschaft 2003 identisch. Nigeria, Nordkorea und die USA trafen auch schon bei der Weltmeisterschaft 1999 in einer Vorrundengruppe aufeinander. Argentinien, Deutschland und Japan aus der Gruppe A spielten bereits bei der WM 2003 in einer Vorrundengruppe.

## Kader
→ Siehe Hauptartikel: Kader der Fußball-Weltmeisterschaft der Frauen 2007

## Vorrunde
Die Vorrunde wurde in vier Gruppen mit je vier Teams ausgetragen. Innerhalb jeder Gruppe spielte jede Mannschaft genau einmal gegen jede andere Mannschaft. Die jeweils ersten beiden Mannschaften qualifizierten sich für das Viertelfinale.
Die Platzierung der Mannschaften in den Vorrundengruppen ergab sich dabei in folgender Reihenfolge:
1. Anzahl Punkte (Sieg: drei Punkte; Unentschieden: ein Punkt; Niederlage: null Punkte),
2. bei Punktgleichheit Tordifferenz aus allen drei Spielen;
3. bei gleicher Tordifferenz die Anzahl der erzielten Tore aus allen drei Spielen;
4. bei gleicher Anzahl der erzielten Tore aus allen drei Spielen die Anzahl der Punkte im direkten Vergleich der punktgleichen Mannschaften;
5. bei gleicher Anzahl der Punkte im direkten Vergleich die Tordifferenz im direkten Vergleich;
6. bei gleicher Tordifferenz im direkten Vergleich die Anzahl der erzielten Tore im direkten Vergleich;
7. Fairplay-Wertung, ermittelt anhand der Anzahl gelber und roter Karten;
8. das Los.

### Gruppe A
| Pl. | Land        | Sp. | S | U | N | Tore    | Diff. | Punkte |
| --- | ----------- | --- | - | - | - | ------- | ----- | ------ |
| 1.  | Deutschland | 3   | 2 | 1 | 0 | 013:000 | +13   | 07     |
| 2.  | England     | 3   | 1 | 2 | 0 | 008:300 | +5    | 05     |
| 3.  | Japan       | 3   | 1 | 1 | 1 | 003:400 | −1    | 04     |
| 4.  | Argentinien | 3   | 0 | 0 | 3 | 001:180 | −17   | 0      |

|                                              |   |             |            |
| 10. September 2007 um 20:00 Uhr* in Shanghai |   |             |            |
| Deutschland                                  | – | Argentinien | 11:0 (5:0) |
| 11. September 2007 um 20:00 Uhr* in Shanghai |   |             |            |
| Japan                                        | – | England     | 2:2 (0:0)  |
| 14. September 2007 um 17:00 Uhr* in Shanghai |   |             |            |
| Argentinien                                  | – | Japan       | 0:1 (0:0)  |
| 14. September 2007 um 20:00 Uhr* in Shanghai |   |             |            |
| England                                      | – | Deutschland | 0:0        |
| 17. September 2007 um 20:00 Uhr* in Hangzhou |   |             |            |
| Deutschland                                  | – | Japan       | 2:0 (1:0)  |
| 17. September 2007 um 20:00 Uhr* in Chengdu  |   |             |            |
| England                                      | – | Argentinien | 6:1 (2:0)  |

*: alle Anstoßzeiten in Ortszeit (MESZ +6 Stunden)
Titelverteidiger Deutschland eröffnete mit einem 11:0-Sieg gegen Argentinien das Turnier. Dies war der bis dahin höchste Sieg in der WM-Geschichte. Den Schwung des ersten Spieles konnte die Neid-Elf jedoch nicht mitnehmen. Nach einem torlosen Remis gegen England und einem Arbeitssieg gegen Japan wurde der Gruppensieg unter Dach und Fach gebracht. Gruppenzweiter wurde die englische Auswahl. Zur Eröffnung gab es ein Unentschieden gegen Japan, wobei die Engländerinnen bis weit in die Nachspielzeit noch geführt hatten. Durch einen ungefährdeten 6:1-Sieg zum Abschluss gegen Argentinien sicherte sich die Mannschaft von Hope Powell den Platz im Viertelfinale. Das Nachsehen hatten die Japanerinnen, die nur äußerst glücklich zu einem 1:0-Sieg über Argentinien kamen und nach der abschließenden Niederlage gegen Deutschland die Heimreise antreten mussten. Letzter wurde der amtierende Südamerikameister Argentinien. Im Spiel gegen Deutschland präsentierte sich die Mannschaft ziemlich überfordert und stellte mit 18 Gegentoren in der Vorrunde einen neuen WM-Negativrekord auf.

### Gruppe B
| Pl. | Land      | Sp. | S | U | N | Tore    | Diff. | Punkte |
| --- | --------- | --- | - | - | - | ------- | ----- | ------ |
| 1.  | USA       | 3   | 2 | 1 | 0 | 005:200 | +3    | 07     |
| 2.  | Nordkorea | 3   | 1 | 1 | 1 | 005:400 | +1    | 04     |
| 3.  | Schweden  | 3   | 1 | 1 | 1 | 003:400 | −1    | 04     |
| 4.  | Nigeria   | 3   | 0 | 1 | 2 | 001:400 | −3    | 01     |

|                                              |   |           |           |
| 11. September 2007 um 17:00 Uhr* in Chengdu  |   |           |           |
| USA                                          | – | Nordkorea | 2:2 (1:0) |
| 11. September 2007 um 20:00 Uhr* in Chengdu  |   |           |           |
| Nigeria                                      | – | Schweden  | 1:1 (0:0) |
| 14. September 2007 um 17:00 Uhr* in Chengdu  |   |           |           |
| Schweden                                     | – | USA       | 0:2 (0:1) |
| 14. September 2007 um 20:00 Uhr* Chengdu     |   |           |           |
| Nordkorea                                    | – | Nigeria   | 2:0 (2:0) |
| 18. September 2007 um 20:00 Uhr* in Shanghai |   |           |           |
| Nigeria                                      | – | USA       | 0:1 (0:1) |
| 18. September 2007 um 20:00 Uhr* in Tianjin  |   |           |           |
| Nordkorea                                    | – | Schweden  | 1:2 (1:1) |

*: alle Anstoßzeiten in Ortszeit (MESZ +6 Stunden)
Schon nach der Auslosung wurde die Gruppe B als „Todesgruppe“ bezeichnet. Zum Auftakt sorgte der Geheimfavorit Nordkorea mit seinem 2:2-Unentschieden gegen die USA für Aufsehen. Schweden kam nicht über ein 1:1 gegen Nigeria hinaus. Durch wenig glanzvolle Siege gegen Schweden und Nigeria sicherte sich die Mannschaft der USA den Gruppensieg. Zweiter wurde trotz der 1:2-Niederlage im letzten Spiel gegen Schweden die Auswahl Nordkoreas, die erstmals den Sprung in die Runde der letzten Acht schaffte. Enttäuschung dagegen bei den „Tre Kronor“, die erstmals nach der Vorrunde und als erster amtierender Vizeweltmeister überhaupt so früh ausscheiden mussten. Letzter wurde Afrikameister Nigeria, der sich stärker präsentierte als vor vier Jahren, aber dennoch nur einen Punkt für sich verbuchen konnte.

### Gruppe C
| Pl. | Land       | Sp. | S | U | N | Tore    | Diff. | Punkte |
| --- | ---------- | --- | - | - | - | ------- | ----- | ------ |
| 1.  | Norwegen   | 3   | 2 | 1 | 0 | 010:400 | +6    | 07     |
| 2.  | Australien | 3   | 1 | 2 | 0 | 007:400 | +3    | 05     |
| 3.  | Kanada     | 3   | 1 | 1 | 1 | 007:400 | +3    | 04     |
| 4.  | Ghana      | 3   | 0 | 0 | 3 | 003:150 | −12   | 0      |

|                                              |   |            |           |
| 12. September 2007 um 17:00 Uhr* in Hangzhou |   |            |           |
| Ghana                                        | – | Australien | 1:4 (0:1) |
| 12. September 2007 um 20:00 Uhr* in Hangzhou |   |            |           |
| Norwegen                                     | – | Kanada     | 2:1 (0:1) |
| 15. September 2007 um 17:00 Uhr* in Hangzhou |   |            |           |
| Kanada                                       | – | Ghana      | 4:0 (1:0) |
| 15. September 2007 um 20:00 Uhr* in Hangzhou |   |            |           |
| Australien                                   | – | Norwegen   | 1:1 (0:1) |
| 20. September 2007 um 17:00 Uhr* in Hangzhou |   |            |           |
| Norwegen                                     | – | Ghana      | 7:2 (3:0) |
| 20. September 2007 um 17:00 Uhr* in Chengdu  |   |            |           |
| Australien                                   | – | Kanada     | 2:2 (0:1) |

*: alle Anstoßzeiten in Ortszeit (MESZ +6 Stunden)
Wie erwartet wurde Norwegen Sieger der Gruppe C. Nach einem knappen Sieg gegen Kanada und einem überraschenden Unentschieden gegen Australien sicherten sich die Norwegerinnen durch einen 7:2-Kantersieg gegen Ghana den ersten Platz. Überraschender Zweiter wurden die „Matildas“ aus Australien. Im direkten Duell gegen Kanada ging es am letzten Spieltag um den zweiten Platz. In der Nachspielzeit erzielte Cheryl Salisbury den Ausgleichstreffer zum 2:2 und schickte die Kanadierinnen wieder nach Hause. Auf dem letzten Platz fanden sich die Ghanaerinnen wieder, die mit drei klaren Niederlagen im Gepäck die Heimreise antreten mussten.

### Gruppe D
| Pl. | Land       | Sp. | S | U | N | Tore    | Diff. | Punkte |
| --- | ---------- | --- | - | - | - | ------- | ----- | ------ |
| 1.  | Brasilien  | 3   | 3 | 0 | 0 | 010:000 | +10   | 09     |
| 2.  | China      | 3   | 2 | 0 | 1 | 005:600 | −1    | 06     |
| 3.  | Dänemark   | 3   | 1 | 0 | 2 | 004:400 | ±0    | 03     |
| 4.  | Neuseeland | 3   | 0 | 0 | 3 | 000:900 | −9    | 0      |

|                                              |   |            |           |
| 12. September 2007 um 17:00 Uhr* in Wuhan    |   |            |           |
| Neuseeland                                   | – | Brasilien  | 0:5 (0:1) |
| 12. September 2007 um 20:00 Uhr* in Wuhan    |   |            |           |
| China                                        | – | Dänemark   | 3:2 (1:0) |
| 15. September 2007 um 17:00 Uhr* in Wuhan    |   |            |           |
| Dänemark                                     | – | Neuseeland | 2:0 (0:0) |
| 15. September 2007 um 20:00 Uhr* in Wuhan    |   |            |           |
| Brasilien                                    | – | China      | 4:0 (1:0) |
| 20. September 2007 um 20:00 Uhr* in Tianjin  |   |            |           |
| China                                        | – | Neuseeland | 2:0 (0:0) |
| 20. September 2007 um 20:00 Uhr* in Hangzhou |   |            |           |
| Brasilien                                    | – | Dänemark   | 1:0 (0:0) |

*: alle Anstoßzeiten in Ortszeit (MESZ +6 Stunden)
In der Gruppe D glänzte die brasilianische Elf und sicherte sich durch zwei klare Siege, darunter ein 4:0-Sieg gegen den Gastgeber und ein glückliches 1:0 gegen Dänemark den Gruppensieg. Viel Glück hatte die chinesische Auswahl. Gegen Dänemark verspielten die „Stahlrosen“ eine 2:0-Führung, kamen aber dennoch zu einem Sieg. Nach der Niederlage gegen Brasilien reichte ein 2:0 gegen die bereits ausgeschiedenen Neuseeländerinnen für Platz zwei. Dritter wurde Dänemark, das nach dem Spiel gegen China schwere Bespitzelungsvorwürfe gegen den Gastgeber erhob. Trainer Heiner-Møller wurde von der FIFA aus disziplinarischen Gründen für vier Spiele gesperrt. Die Rückkehr Neuseelands auf die WM-Bühne blieb ohne Torerfolg.

## Finalrunde
|  | Viertelfinale                | Viertelfinale                 |                              |                               | Halbfinale                    | Halbfinale |  |  | Finale                        | Finale                        |
|  |                              |                               |                              |                               |                               |            |  |  |                               |                               |
|  | 22. September 2007 – Wuhan   |                               |                              |                               |                               |            |  |  |                               |                               |
|  | Deutschland                  | 3                             |                              |                               |                               |            |  |  |                               |                               |
|  | Deutschland                  | 3                             | 26. September 2007 – Tianjin |                               |                               |            |  |  |                               |                               |
|  | Nordkorea                    | 0                             |                              |                               |                               |            |  |  |                               |                               |
|  | Nordkorea                    | 0                             | Deutschland                  | 3                             |                               |            |  |  |                               |                               |
|  |                              |                               | Deutschland                  | 3                             |                               |            |  |  |                               |                               |
|  |                              | Norwegen                      | 0                            |                               |                               |            |  |  |                               |                               |
|  | Norwegen                     | Norwegen                      | 0                            | 1                             |                               |            |  |  |                               |                               |
|  | Norwegen                     |                               |                              | 1                             |                               |            |  |  |                               |                               |
|  | China                        | 0                             |                              | 30. September 2007 – Shanghai | 30. September 2007 – Shanghai |            |  |  |                               |                               |
|  | 23. September 2007 – Wuhan   | 23. September 2007 – Wuhan    | Deutschland                  | 2                             |                               |            |  |  |                               |                               |
|  | 22. September 2007 – Tianjin | 22. September 2007 – Tianjin  |                              | Brasilien                     | 0                             |            |  |  |                               |                               |
|  | USA                          | 3                             |                              |                               |                               |            |  |  |                               |                               |
|  | England                      | 0                             |                              |                               |                               |            |  |  |                               |                               |
|  | England                      | 0                             | USA                          | 0                             |                               |            |  |  |                               |                               |
|  |                              |                               | USA                          | 0                             | Spiel um Platz 3              |            |  |  |                               |                               |
|  |                              | Brasilien                     | 4                            |                               |                               |            |  |  |                               |                               |
|  | Brasilien                    | Brasilien                     | 4                            | 3                             | Norwegen                      | 1          |  |  |                               |                               |
|  | Brasilien                    | 27. September 2007 – Hangzhou |                              | 3                             | Norwegen                      | 1          |  |  |                               |                               |
|  | Australien                   | 2                             |                              | USA                           | 4                             |            |  |  |                               |                               |
|  | Australien                   | 2                             |                              |                               | 4                             |            |  |  |                               |                               |
|  | 23. September 2007 – Tianjin | 23. September 2007 – Tianjin  |                              |                               |                               |            |  |  | 30. September 2007 – Shanghai | 30. September 2007 – Shanghai |

### Viertelfinale
|                                             |   |            |           |
| 22. September 2007 um 17:00 Uhr* in Wuhan   |   |            |           |
| Deutschland                                 | – | Nordkorea  | 3:0 (1:0) |
| 22. September 2007 um 20:00 Uhr* in Tianjin |   |            |           |
| USA                                         | – | England    | 3:0 (0:0) |
| 23. September 2007 um 17:00 Uhr* in Wuhan   |   |            |           |
| Norwegen                                    | – | China      | 1:0 (1:0) |
| 23. September 2007 um 20:00 Uhr* in Tianjin |   |            |           |
| Brasilien                                   | – | Australien | 3:2 (2:1) |

Der Titelverteidiger aus Deutschland und der Geheimfavorit aus Nordkorea lieferten sich in der ersten Halbzeit eine spannende Partie mit Chancen auf beiden Seiten. Kurz vor der Halbzeitpause brachte Kerstin Garefrekes die Deutschen in Führung. In der zweiten Hälfte machte Nordkorea mehr Druck, die Tore fielen allerdings für die deutsche Elf. Die Engländerinnen konnten gegen die favorisierten US-Amerikanerinnen eine Halbzeit lang die Partie torlos halten. Eine starke Viertelstunde nach Wiederanpfiff reichte den Amerikanerinnen jedoch, um auch bei der fünften WM-Teilnahme ins Halbfinale einzuziehen. Gastgeber China scheiterte derweil an der eigenen Abschlussschwäche. Gegen Norwegen erspielten sich die Chinesinnen viele Chancen, blieb aber ohne Torerfolg. Isabell Herlovsen machte es auf der Gegenseite besser und erzielte den Siegtreffer. Brasilien ging im letzten Viertelfinale schnell mit 2:0 in Führung. Doch die Überraschungsmannschaft aus Australien kam durch zwei Treffer zum Ausgleich. Eine Viertelstunde vor Schluss brachte Cristiane allerdings die Entscheidung für Brasilien.

### Halbfinale
|                                              |   |           |           |
| 26. September 2007 um 20:00 Uhr* in Tianjin  |   |           |           |
| Deutschland                                  | – | Norwegen  | 3:0 (1:0) |
| 27. September 2007 um 20:00 Uhr* in Hangzhou |   |           |           |
| USA                                          | – | Brasilien | 0:4 (0:2) |

Die Norwegerinnen konnten gegen das deutsche Team keine Revanche für das verlorene EM-Finale 2005 nehmen. In der ersten Hälfte kamen beide Mannschaften zu einigen guten Tormöglichkeiten. Ein Eigentor von Trine Rønning kurz vor der Halbzeit brachte den Titelverteidiger jedoch auf die Siegerstraße. Nach Wiederanpfiff bestimmte die deutsche Elf das Spiel. Erst erhöhte Kerstin Stegemann auf 2:0, dann nutzte Martina Müller einen verunglückten Rückpass von Siri Nordby zum 3:0-Endstand.
Vor dem zweiten Halbfinale sorgte US-Trainer Greg Ryan mit der Ankündigung, die Torfrau auszutauschen, für Unruhe in der eigenen Mannschaft. Brasilien ging durch ein Eigentor von Leslie Osborne und einen Treffer von Marta schnell in Führung. In der zweiten Hälfte wurden die US-Amerikanerinnen teilweise gedemütigt. Cristiane und Marta mit ihrem siebten Turniertor sorgten dafür, dass die Brasilianerinnen erstmals ins WM-Finale einzogen.

### Spiel um Platz 3
|                                              |   |     |           |
| 30. September 2007 um 17:00 Uhr* in Shanghai |   |     |           |
| Norwegen                                     | – | USA | 1:4 (0:1) |

Der US-Mannschaft gelang durch den 4:1-Sieg noch ein versöhnlicher Abschluss des Turniers. In einer taktisch hochklassigen Partie gingen die Amerikanerinnen durch zwei Tore von Abby Wambach und einen Doppelschlag von Lori Chalupny und Heather O’Reilly mit 4:0 in Führung. Trotz des hohen Rückstandes gaben sich die Skandinavierinnen nicht auf, kamen aber durch Ragnhild Gulbrandsen nur noch zum Ehrentreffer.

### Finale
|                                              |   |           |           |
| 30. September 2007 um 20:00 Uhr* in Shanghai |   |           |           |
| Deutschland                                  | – | Brasilien | 2:0 (0:0) |

Zum ersten Mal gelang einem amtierenden Weltmeister die Titelverteidigung. In einer hochklassigen Partie erspielte sich Brasilien zunächst Feldvorteile, scheiterte jedoch mit den Torschüssen an der deutschen Torfrau Nadine Angerer oder dem Pfosten. Die deutsche Elf spielte aus einer sicheren Abwehr heraus und kam zu einigen Chancen. Nach dem Wiederanpfiff übernahm die deutsche Mannschaft zunächst die Initiative und ging durch Birgit Prinz in Führung. In der 64. Minute brachte Linda Bresonik Cristiane im Strafraum zu Fall. Den anschließenden Elfmeter von Marta konnte Nadine Angerer jedoch parieren. In der Schlussphase machten die Brasilianerinnen noch einmal Druck, doch das Tor fiel auf der anderen Seite. Nach einer Ecke von Renate Lingor sorgte Simone Laudehr per Kopfball für die Entscheidung.

## Weltmeister Deutschland
→ Siehe Hauptartikel: Fußball-Weltmeisterschaft der Frauen 2007/Deutschland

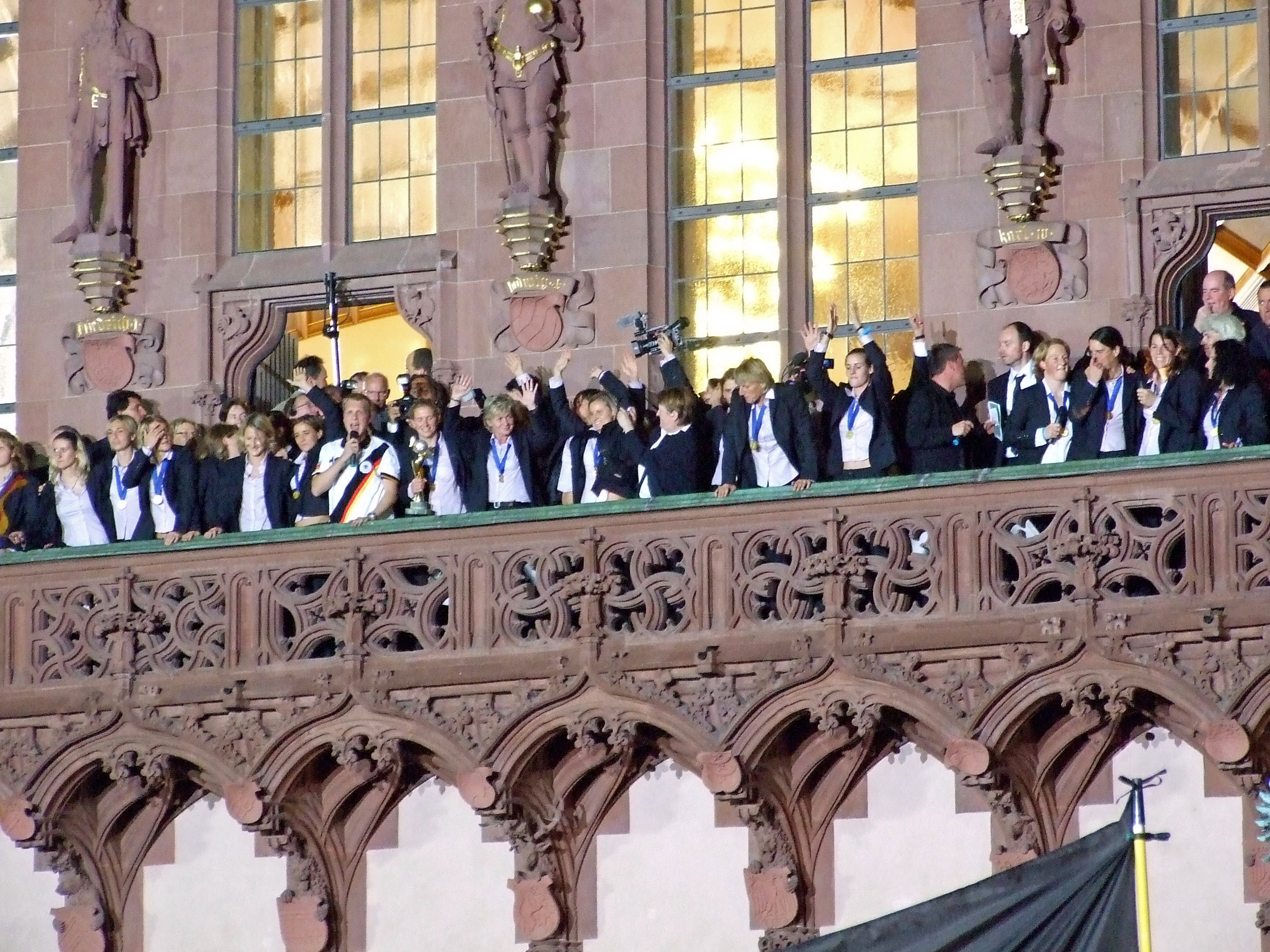
Empfang auf dem Römerbalkon nach der WM 2007

Mit dem Schlusspfiff des Finales um 21:51 Uhr wurde die deutsche Nationalmannschaft zum zweiten Mal Weltmeister. Zum Kader der Mannschaft von Bundestrainerin Silvia Neid und ihrer Assistentin Ulrike Ballweg gehörten 21 Spielerinnen, von denen 17 zum Einsatz kamen.
- Tor: Nadine Angerer
- Abwehr: Saskia Bartusiak, Ariane Hingst, Annike Krahn, Sandra Minnert, Kerstin Stegemann
- Mittelfeld: Fatmire Bajramaj, Melanie Behringer, Linda Bresonik, Kerstin Garefrekes, Simone Laudehr, Renate Lingor, Petra Wimbersky
- Angriff: Anja Mittag, Martina Müller, Birgit Prinz, Sandra Smisek

Ferner gehörten Sonja Fuss, Ursula Holl, Babett Peter und Silke Rottenberg zum Kader. Das Quartett blieb jedoch ohne Einsatz.
In der Vorbereitung auf das Turnier konnte die deutsche Mannschaft nicht immer überzeugen. Tiefpunkt war der Algarve-Cup im März, bei dem die deutsche Mannschaft nur den achten Platz belegte. In den EM-Qualifikationsspielen konnte die deutsche Elf zwar deutliche Siege gegen zweitklassige Gegner einfahren, kam jedoch im letzten Testspiel gegen Norwegen nur zu einem 2:2-Unentschieden. Während der WM-Endrunde konnte sich die Mannschaft von Spiel zu Spiel, ab dem Viertelfinale sogar deutlich steigern. Die souveränen Siege gegen Nordkorea und Norwegen brachten der Mannschaft zusätzlichen Schub.
Insgesamt zeigte die deutsche Mannschaft eine geschlossene Mannschaftsleistung. Großer Rückhalt der Mannschaft war Torfrau Nadine Angerer, die während des gesamten Turniers ohne Gegentor blieb. Sie wurde zur besten Torhüterin des Turniers gewählt. In der Abwehr stand die Viererkette souverän. Kerstin Stegemann und Ariane Hingst wurden ins Allstar-Team gewählt. Nach dem Ausfall von Sandra Minnert rückte Annike Krahn in die Mannschaft. Krahn meldete dabei Spitzenspielerinnen wie Ragnhild Gulbrandsen oder Marta ab.
Im defensiven Mittelfeld harmonierten die erfahrene Renate Lingor und die Newcomerin Simone Laudehr. Laudehr war nicht nur aufgrund ihres Tores zum 2:0 im Finale, das zum Tor des Monats gewählt wurde, eine der Entdeckungen des Turniers. Auf den Außenpositionen sorgten Melanie Behringer und Kerstin Garefrekes für viel Druck. Als Einwechselspielerin kam Fatmire Bajramaj viermal zum Einsatz und brachte jedes Mal frischen Wind in die Partie. In Angriff war Birgit Prinz einmal mehr die erfolgreichste Torschützin. Insgesamt fünfmal war sie erfolgreich. Meist spielte sie mit ihrer Vereinskameradin Sandra Smisek zusammen, die dreimal erfolgreich war.
Am 1. Oktober 2007 kehrte die Mannschaft per Flugzeug nach Frankfurt am Main zurück. Nach der Landung winkte Melanie Behringer mit einer riesigen Deutschlandfahne aus dem Cockpit. Etwa 15.000 begeisterte Fans empfingen die Mannschaft am Römer. Vom Flughafen ging es mit einer Polizeieskorte zum Frankfurter Römer, wo sich die Spielerinnen ins goldene Buch der Stadt eintrugen. Danach gingen die Spielerinnen auf den Rathausbalkon und zeigte sich den auf dem Römerplatz versammelten Fans. Jede Spielerin erhielt für den Titelgewinn eine Prämie in Höhe von 50.000 Euro.
Mehrere Nationalspielerinnen hatten in den folgenden Wochen Auftritte in diversen TV-Sportsendungen und Talkshows. Nadine Angerer und Birgit Prinz traten am 6. Oktober 2007 in der ZDF-Sendung Wetten, dass..? auf, während die restlichen Nationalspielerinnen am gleichen Abend Gäste im aktuellen Sportstudio waren. Fatmire Bajramaj erzielte beim Torwandschießen zwei Tore in Pumps mit 7-Zentimeter-Absätzen.

## Beste Torschützinnen
| Rang | Spielerin            | Tore |
| ---- | -------------------- | ---- |
| 1    | Marta                | 7    |
| 2    | Abby Wambach         | 6    |
|      | Ragnhild Gulbrandsen | 6    |
| 4    | Cristiane            | 5    |
|      | Birgit Prinz         | 5    |
| 6    | Lisa De Vanna        | 4    |
|      | Kelly Smith          | 4    |
|      | Renate Lingor        | 4    |
| 9    | Christine Sinclair   | 3    |
|      | Sandra Smisek        | 3    |

Siehe auch: Torjägerliste aller Weltmeisterschaften

## Auszeichnungen

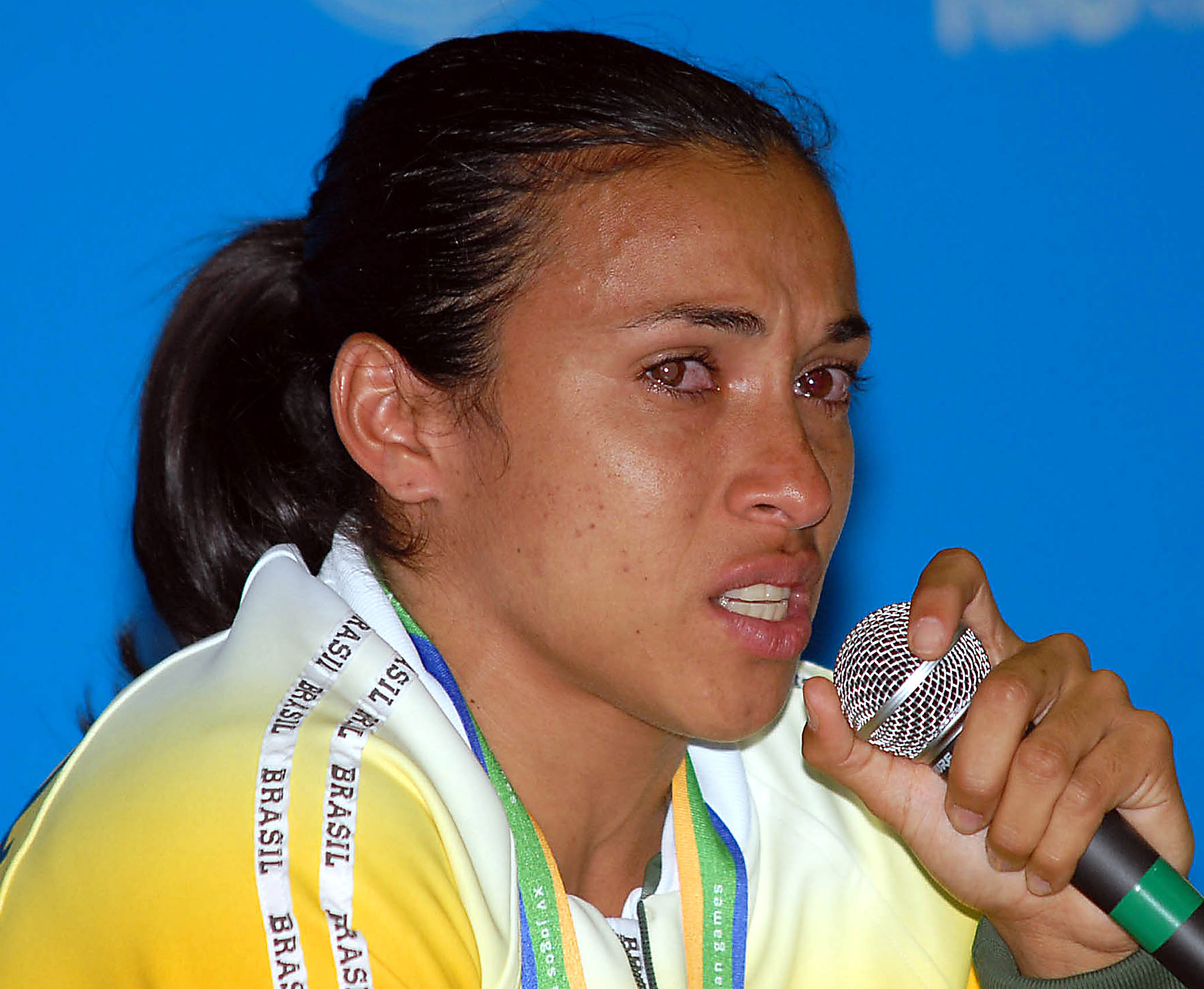
Marta (Brasilien)

### adidas Goldener Ball
Die Brasilianerin Marta wurde mit dem goldenen Ball als beste Spielerin des Turniers ausgezeichnet. In der Abstimmung erhielt sie von den akkreditierten Sportjournalisten 51 Prozent der abgegebenen Stimmen. Den silbernen Ball erhielt die deutsche Spielführerin Birgit Prinz, die 17 Prozent der Stimmen für sich verbuchen konnte. Der bronzene Ball ging ebenfalls nach Brasilien. Die ehemalige Bundesligaspielerin Cristiane erhielt ihn mit 11 Prozent der Stimmen.

### adidas Goldener Schuh
Die Brasilianerin Marta wurde nicht nur zur besten Spielerin gewählt, sondern wurde auch mit 7 Toren und 2 Vorlagen Torschützenkönigin des Turniers. Dafür erhielt sie den goldenen Schuh. Der silberne Schuh ging an die US-Amerikanerin Abby Wambach mit 6 Toren und einer Vorlage. Ebenfalls 6 Tore erzielte die Norwegerin Ragnhild Gulbrandsen und erhielt damit den bronzenen Schuh. Da beide jeweils sechs Tore erzielt hatten, entschied die Anzahl der Torvorlagen über die Rangfolge.

### FIFA-Fairplay-Auszeichnung
Die Fairplay-Wertung gewann zum ersten Mal die norwegische Mannschaft. Im Turnierverlauf sahen lediglich vier norwegische Spielerinnen die gelbe Karte. Zwar erhielten je zwei Mannschaften nur zwei bzw. drei gelbe Karten, allerdings kamen für die Fairplay-Wertung nur die Teams in Frage, die mindestens das Viertelfinale erreichten.

### Unterhaltsamste Mannschaft
Die erstmals vergebene Trophäe für die unterhaltsamste Mannschaft ging mit 42,12 Prozent der Stimmen an Brasilien.

### Beste Torhüterin
Nadine Angerer wurde als beste Torhüterin ausgezeichnet.

## All-Star-Team
| Torhüter                    | Abwehr                                                          | Mittelfeld                                                                               | Stürmer                                    |
| --------------------------- | --------------------------------------------------------------- | ---------------------------------------------------------------------------------------- | ------------------------------------------ |
| Nadine Angerer Bente Nordby | Ariane Hingst Li Jie Ane Stangeland Horpestad Kerstin Stegemann | Daniela Miraildes Maciel Mota Kristine Lilly Renate Lingor Kelly Smith Ingvild Stensland | Cristiane Lisa De Vanna Marta Birgit Prinz |

## Schiedsrichterinnen
Für die 32 Spiele der Weltmeisterschaft wählte die FIFA 14 Schiedsrichterinnen und 22 Schiedsrichterassistentinnen aus. Die Kandidatinnen wurden seit 2005 beobachtet und durchliefen eine Reihe von Trainingslagern. Im Januar und Mai 2007 fanden schließlich die finalen Lehrgänge auf den kanarischen Inseln bzw. in der FIFA-Zentrale in Zürich statt. Aufgrund der Ergebnisse wurde eine Liste mit 42 Kandidatinnen erstellt, von denen sechs beim Fitnesstest durchfielen. Die ozeanische Konföderation stellte keine Offizielle, dafür schickten die USA zwei Schiedsrichterinnen nach China.
Im Gegensatz zur Weltmeisterschaft der Männer kommen die Offiziellen bei einer Partie nicht aus demselben Land bzw. derselben Konföderation. Begründet wurde dies von der FIFA mit der niedrigen Anzahl an Schiedsrichterinnen (in Deutschland z. B. nur zwei Prozent). Die Offiziellen werden so zusammengestellt, dass eine reibungslose Kommunikation möglich ist und Sprachprobleme nach Möglichkeit vermieden werden.
Die Offiziellen wurden gemeinsam in einem Hotel in Shanghai untergebracht. Neben dem Training nahmen die Schiedsrichterinnen an Schulungen teil, bei denen u. a. Aufzeichnungen gespielter Partien gezeigt wurden. Eröffnungsspiel und Finale wurden von der australischen Schiedsrichterin Tammy Ogston geleitet.
| Verband  | Schiedsrichterin      | Spiele | Spiele                  |    |   |   | 4. O. | Assistentin 1               | Assistentin 2               |
| Verband  | Schiedsrichterin      | Zahl   | Partie                  |    |   |   | 4. O. | Assistentin 1               | Assistentin 2               |
| -------- | --------------------- | ------ | ----------------------- | -- | - | - | ----- | --------------------------- | --------------------------- |
| AFC      | Tammy Ogston          | 4      | GER-ARG                 | 13 | 0 | 0 | 2     | Airlie Keen                 | Sarah Ho                    |
| AFC      | Tammy Ogston          | 4      | PKR-NGA                 | 13 | 0 | 0 | 2     | Airlie Keen                 | Sarah Ho                    |
| AFC      | Tammy Ogston          | 4      | GER-PKR                 | 13 | 0 | 0 | 2     | Sarah Ho                    | Airlie Keen                 |
| AFC      | Tammy Ogston          | 4      | GER-BRA                 | 13 | 0 | 0 | 2     | Maria Isabel Tovar          | Rita Muñoz                  |
| AFC      | Pannipar Kamnueng     | 1      | BRA-NZL                 | 1  | 0 | 0 | 4     | Hisae Yoshizawa             | Liu Hsiu-mei                |
| AFC      | Niu Huijun            | 2      | SWE-NGA NOR-AUS         | 1  | 0 | 0 | 1     | Liu Hongjuan                | Fu Hongjue                  |
| AFC      | Mayumi Oiwa           | 2      | NGA-USA                 | 4  | 0 | 0 | 4     | Hisae Yoshizawa             | Liu Hsiu-mei                |
| AFC      | Mayumi Oiwa           | 2      | DEN-NZL                 | 4  | 0 | 0 | 4     | Hisae Yoshizawa             | Kim Kyoung-min              |
| CONCACAF | Kari Seitz            | 2      | ENG-JPN BRA-DEN         | 4  | 0 | 0 | 1     | Maria Isabel Tovar          | Rita Muñoz                  |
| CONCACAF | Jennifer Bennett      | 2      | NOR-GHA                 | 7  | 0 | 0 | 2     | Corinne Lagrange            | Karine Vives Solana         |
| CONCACAF | Jennifer Bennett      | 2      | CHN-BRA                 | 7  | 0 | 0 | 2     | Maria Isabel Tovar          | Rita Muñoz                  |
| CONCACAF | Dianne Ferreira-James | 2      | ARG-ENG CHN-DEN         | 7  | 0 | 0 | 1     | Cindy Mohammed              | Cynette Jeffrey             |
| CONMEBOL | Adriana Correa        | 2      | JPN-GER                 | 6  | 0 | 0 | 1     | Rosa Canales                | Cristina Cini               |
| CONMEBOL | Adriana Correa        | 2      | AUS-GHA                 | 6  | 0 | 0 | 1     | Rosa Canales                | Maria Luisa Villa Gutiérrez |
| CONMEBOL | Estela Álvarez        | 0      | 0                       | 0  | 0 | 0 | 3     |                             |                             |
| UEFA     | Nicole Petignat       | 3      | USA-PKR CAN-GHA USA-BRA | 11 | 1 | 0 | 2     | Corinne Lagrange            | Karine Vives Solana         |
| UEFA     | Jenny Palmqvist       | 2      | GER-ENG USA-ENG         | 5  | 0 | 0 | 1     | Susanne Borg                | Hege Steinlund              |
| UEFA     | Christine Baitinger   | 3      | PKR-SWE NOR-CAN BRA-AUS | 6  | 0 | 0 | 3     | Irina Mirt                  | Miriam Dräger               |
| UEFA     | Dagmar Damková        | 3      | ARG-JPN                 | 6  | 0 | 0 | 2     | Tempa Ndah (CAF)            | Souad Oulhaj (CAF)          |
| UEFA     | Dagmar Damková        | 3      | CHN-NZL                 | 6  | 0 | 0 | 2     | Souad Oulhaj                | Hege Steinlund              |
| UEFA     | Dagmar Damková        | 3      | GER-NOR                 | 6  | 0 | 0 | 2     | Irina Mirt                  | Cristina Cini               |
| UEFA     | Gyöngyi Gaál          | 4      | USA-SWE                 | 8  | 0 | 0 | 1     | Maria Luisa Villa Gutiérrez | Cristina Cini               |
| UEFA     | Gyöngyi Gaál          | 4      | AUS-CAN                 | 8  | 0 | 0 | 1     | Maria Luisa Villa Gutiérrez | Susanne Borg                |
| UEFA     | Gyöngyi Gaál          | 4      | NOR-CHN                 | 8  | 0 | 0 | 1     | Maria Luisa Villa Gutiérrez | Cristina Cini               |
| UEFA     | Gyöngyi Gaál          | 4      | NOR-USA                 | 8  | 0 | 0 | 1     | Maria Luisa Villa Gutiérrez | Miriam Dräger               |

## Hintergrund

### Prämien
Zum ersten Mal schüttete die FIFA Prämien an die teilnehmenden Verbände aus. Der Weltmeister Deutschland erhält ein Preisgeld in Höhe von einer Million US-Dollar. Der Vizemeister Brasilien erhält 800.000 US-Dollar, der Dritte, die USA, 650.000 Dollar. Die Mannschaften, die bereits nach der Vorrunde ausscheiden, erhalten jeweils 200.000 Dollar.

### Berichterstattung der Medien
Die Spiele der Weltmeisterschaft wurden in über 200 Staaten und Gebiete übertragen. Gegenüber der vorherigen WM ist dies eine Steigerung um etwa 25 Prozent.
In Deutschland wurden alle Spiele mit deutscher Beteiligung von ARD oder ZDF direkt übertragen. Das ZDF übertrug dabei die Vorrundenspiele gegen Argentinien und England, während die ARD das Vorrundenspiel gegen Japan zeigte. Die Spiele der deutschen Mannschaft im Viertel- und Halbfinale wurden von der ARD, das Finale vom ZDF übertragen. Der Sender Eurosport hat 25 der 32 Partien direkt übertragen, darunter alle Spiele der deutschen Mannschaft sowie die Halbfinale und das Finale.
In 40 europäischen Ländern konnte man sich alle 32 Spiele direkt und in voller Länge über die Homepage der FIFA ansehen. Aus rechtlichen Gründen mussten sich die Zuschauer aus den restlichen Ländern mit zweiminütigen Zusammenfassungen begnügen.

### Eintrittskarten
Die Preise für die Eintrittskarten lagen zwischen umgerechnet zwei und 50 Euro. International konnten die Karten per Telefon und Internet erworben werden. Der Eintrittspreis für das Finale zusammen mit dem Spiel um Platz 3 betrug umgerechnet etwa acht Euro.
Insgesamt 1.078.285 Zuschauer sahen die 32 WM-Spiele, was einen Schnitt von 33.696 pro Partie entspricht. Damit blieb die Zuschauerzahl um 120.000 unter der Rekordmarke der WM 1999. Die meisten Zuschauer sahen die Partien des Gastgebers, der deutschen und der brasilianischen Mannschaft.

## Bemerkenswertes
Bei der Weltmeisterschaft 2007 wurden erneut einige neue Rekorde aufgestellt bzw. verbessert:

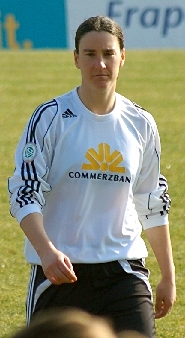
Birgit Prinz (Deutschland, hier im Trikot des 1. FFC Frankfurt)

Kristine Lilly (USA) und Bente Nordby (Norwegen) bestritten ihre fünfte Weltmeisterschaft. Die deutsche Birgit Prinz stand als erste Frau in drei WM-Endspielen. Durch ihr 1:0 im Spiel gegen Japan wurde Prinz zur alleinigen WM-Rekordtorschützin. Bei der Weltmeisterschaft 2011 konnte die Brasilianerin Marta zu Prinz aufschließen, beide führen nun mit 14 Toren vor Michelle Akers (12 Tore), der bisherigen Rekordtorschützin. Bei ihren ersten beiden Teilnahmen 1995 und 1999 schoss sie jeweils ein Tor, 2003 gelangen ihr sieben und nun fünf.
Der 11:0-Erfolg der deutschen Frauen gegen Argentinien im ersten Spiel war der erste zweistellige Sieg, den es jemals bei einer Fußballweltmeisterschaft der Frauen gab. Auch bei der Fußballweltmeisterschaft der Männer gab es bisher kein höheres Ergebnis, der dortige Rekord stammt aus dem Jahr 1982, als Ungarn El Salvador mit 10:1 schlug.
Deutschland ist die erste Mannschaft, der es gelang, ohne ein Gegentor im Turnier den Weltmeistertitel zu erringen, damit stellt die deutsche Torfrau Nadine Angerer einen Rekord auf.
Mit dem Sieg im Finale über Brasilien schafft Deutschland, als erste Mannschaft überhaupt, die erfolgreiche Titelverteidigung im Frauen-Fußball.
Jüngste Spielerin im WM-Aufgebot war die nordkoreanische Ersatztorhüterin Yun Hyon-hi mit 15 Jahren. Sie kam jedoch – ebenso wie ihre gleichaltrigen Teamkolleginnen Ho Un-byol und Yun Song-mi – während des Turniers nicht zum Einsatz. Die jüngste tatsächlich eingesetzte Spielerin war die 16-jährige neuseeländische Mittelfeldspielerin Annalie Longo, die während des zweiten Gruppenspiels ihrer Mannschaft in der 87. Minute eingewechselt wurde. Älteste Spielerin des Turniers war mit 36 Jahren die Stürmerin Wendi Henderson, ebenfalls aus Neuseeland. Henderson nahm schon an der ersten Weltmeisterschaft 1991 teil.
Die jeweils letzten beiden Vorrundenbegegnungen der Gruppen C und D wurden wegen des Taifuns „Wipha“ vom 19. September auf den 20. September verlegt.
Die Norwegerin Ragnhild Gulbrandsen erzielte beim 7:2-Sieg gegen Ghana das 500. Tor der WM-Geschichte. Martina Müller schoss im Halbfinale für Deutschland gegen Norwegen das 100. Tor des Turniers. Erstmals wurden alle K.-o.-Spiele in der regulären Spielzeit entschieden.
Der während des Turniers entstandene Dokumentarfilm Die besten Frauen der Welt über die deutsche Mannschaft wurde am 2. Januar 2008 von der ARD ausgestrahlt.